# Tordylium pustulosum
Tordylium pustulosum är en flockblommig växtart som beskrevs av Pierre Edmond Boissier. Tordylium pustulosum ingår i släktet Tordylium och familjen flockblommiga växter. Inga underarter finns listade i Catalogue of Life.